# Шатурская сельская пригородная зона
Шатурская пригородная зона — упразднённая административно-территориальная единица в составе Московской области РСФСР, существовавшая в 1933—1956 годах.
Административным центром был город Шатура.

## История
10 июля 1933 года при упразднении Шатурского района рабочий посёлок Шатура сохранил самостоятельность и был подчинен непосредственно Мособлисполкому, часть населённых пунктов бывшего Шатурского района остались в административном подчинении Шатуре, в связи с чем была образована Шатурская пригородная зона.
В состав Шатурской пригородной зоны вошёл рабочий посёлок Шатура, два посёлка и 5 сельсоветов:
- Рабочий посёлок Шатура;
- Посёлки: Бакшеево, Туголесский бор;
- Сельсоветы: Кобелевский, Митинский, Новосидоровский, Петровский, Филисовский сельсоветы[3].

17 апреля 1936 года рабочий посёлок Шатура получил статус города областного подчинения. Кроме того, к Шатурской пригородной зоне добавлены два сельсовета - Поздняковский и Слободской из Куровского района Московской области. Посёлки Бакшеево, Шатурторф, Туголесский Бор были отнесены к категории рабочих посёлков и остались в административном подчинении Шатурского горсовета.
28 августа 1936 года из Куровского района в Шатурскую пригородную зону передан Кузнецовский сельсовет
20 сентября 1937 года рабочий посёлок Туголесский Бор был передан Коробовскому району Московской области, а также 5 июня 1938 года был образован рабочий посёлок Керва, в состав которого вошли поселки торфоразработок Керва, Чёрная Грива, Долгуша, Соколья Грива и Северная Грива.
В начале 1939 года в Шатурскую пригородную зону входили:
- город Шатура;
- рабочие посёлки Бакшеево, Керва, Шатурторф;
- сельсоветы: Кобелевский, Кузнецовский, Митинский, Новосидоровский, Петровский, Поздняковский, Слободский, Филисовский[10].

6 мая 1941 года рабочий посёлок Туголесский Бор был выделен из Кривандинского района и вновь включен в состав Шатурской пригородной зоны.
7 августа  1945 года в Шатурскую пригородную зону переданы из Кривандинского района Осаново-Дубовские и Пустошинские торфоразработки, а из Егорьевского района Рязановские торфоразработки и Радовицкий сельсовет.
14 февраля 1949 года на территории Рязановского торфопредприятия Шатурской пригородной зоны был образован рабочий поселок Рязановский.
21 июля 1950 года образованы рабочие посёлки Пустоши и Осаново-Дубовое.
28 декабря 1951 года упразднены Митинский и Филисовский сельсоветы, их территории переданы соответственно Петровскому и Кобелевскому сельсоветам.
14 июня 1954 года Кобелевский и Кузнецовский сельсоветы объединены в Филисовский сельсовет, а Поздняковский и Слободский сельсоветы вошли в состав Петровского сельсовета.
В конце 1954 года в Шатурскую пригородную зону входили:
- город Шатура;
- рабочие посёлки: Бакшеево, Керва, Осаново-Дубовое, Пустоши, Рязановский, Туголесский Бор, Шатурторф;
- сельсоветы: Новосидоровский, Петровский, Радовицкий и Филисовский[21].

11 октября 1956 года Шатурская пригородная зона была упразднена, а её территория включена в состав Шатурского района.